# Aridelus fisheri
Aridelus fisheri är en stekelart som först beskrevs av Henry Lorenz Viereck 1909.  Aridelus fisheri ingår i släktet Aridelus och familjen bracksteklar. Inga underarter finns listade.